# 广东省人民检察院
广东省人民检察院是广东省的检察机关，现任检察长为林贻影。